# 高宝德 (公主)
高宝德（549年—581年9月23日），勃海郡蓨县（今河北省景县）人，齐文宣帝高洋第二女，北齐公主。
高宝德于魏孝静帝武定七年（549年）出生在晉陽，生母是昭信皇后李祖娥。出生后第二年，其父高洋取代东魏建立北齐。天保二年（551年），封为中山郡公主，之后改封長樂郡公主。高宝德下嫁给左衛大將軍、開府儀同三司、使持節瀛州諸軍事、瀛州刺史、長樂王尉世辩。開皇元年八月十日（581年9月23日）於疊州府舍去世，时年三十三岁。開皇三年（583年）十一月廿六日，安厝於黄臺之墟，先世之山陵。其墓志出土于2017年被收藏家郭鹏从日本购回，和祖莹夫人郑氏墓志一起捐赠给河北博物院。